# Im Kabinett des Todes
Im Kabinett des Todes (engl. Titel Everything’s Eventual) ist der Titel einer Kurzgeschichtensammlung von Stephen King aus dem Jahr 2002 und gleichzeitig Titel einer der  Geschichten selbst. Die Sammlung enthält 14 Geschichten.

## Geschichten
Autopsieraum vier (englisch Autopsy Room Four)
Der 44-jährige Börsenmakler Howard Cottrell kommt in einem Leichensack zu sich und erinnert sich nach und nach daran, auf dem Golfplatz von einer Schlange gebissen worden zu sein. Das Gift lähmt ihn, so dass er sich weder bewegen noch durch ein Geräusch bemerkbar machen kann. Die Ärzte halten ihn für tot, und Howard ist gezwungen, ihnen beim Vorbereiten seiner Autopsie zuzuhören und zuzusehen. Gerade als einer der beiden Ärzte zum Schnitt in den Bauch ansetzt, kommt ein Assistent hereingehetzt, der die Sache aufklärt: Aus Howards Golftasche ist eine Schlange herausgekrochen, Howard könnte also noch am Leben sein. Die Pointe der Geschichte ist, dass die Ärztin Katie Arlen gerade auch Howards Penis und eine große Narbe daneben untersucht hatte. Seine Erektion kann niemand mehr übersehen. Die Story erhält ihre besondere Intensität für den Leser dadurch, dass Howard alles aus seiner eingeschränkten Ich-Perspektive erzählt. Mit Richard Thomas in der Hauptrolle wurde die Geschichte in der Serie Nightmares & Dreamscapes: Nach den Geschichten von Stephen King verfilmt.
Der Mann im schwarzen Anzug (englisch The Man in the Black Suit)
1914: Der neunjährige Gary leidet sehr unter dem Tod seines älteren Bruders Dan, der im Jahr zuvor nach einer allergischen Reaktion auf einen Bienenstich erstickt ist. Eines Sommertages geht Gary alleine an einem kleinen Fluss angeln und begegnet dort dem Mann im schwarzen Anzug, dem Teufel selbst, der ihn glauben macht, in ebendiesem Moment stürbe auch seine Mutter an den Folgen eines Bienenstichs. Aus Angst, von dem Unheimlichen gefressen zu werden, flieht Gary und findet seine Mutter unversehrt vor – die Angst vor der Rückkehr des Leibhaftigen aber begleitet ihn bis ins hohe Alter: Er erzählt das Erlebnis rückblickend im Alter von über 90 Jahren. Für diese Geschichte erhielt King im Jahr 1996 den O. Henry Award für die beste Kurzgeschichte.
Alles, was du liebst, wird dir genommen (englisch All that you love will be carried away)
Der desillusionierte Tiefkühlkostvertreter Alfie Zimmer beschließt, sich in einem abgelegenen Motel das Leben zu nehmen. Ausgerechnet sein kleines Notizbüchlein macht ihm jedoch diesen letzten Schritt schwer: Über Jahre hinweg sammelte Alfie darin teils witzige, teils mysteriöse Sprüche, die er auf seinen Reisen an Wänden von öffentlichen Toiletten gefunden hatte. Wie, so fragt er sich, wäre die Reaktion von seiner Familie, von Bekannten und der Polizei, wenn man seine Leiche und dann diese absurd wirkenden Aufzeichnungen finden würde? Er wagt es nicht, das Buch zu verstecken, und zerstören will er es aus Sentimentalität auch nicht. Somit beschließt er, seinem Leben noch eine kleine Chance zu geben; allerdings bleibt die Geschichte offen.

In einer Randnotiz zur Story schreibt Stephen King später, dass er einst auf langen Autobahnfahrten auch Klosprüche gesammelt hat.
Der Tod des Jack Hamilton (englisch The Death of Jack Hamilton)
Auf der Flucht vor der Polizei werden die Gangster Jack Hamilton, Johnnie Dillinger und der Erzähler Homer Van Meter in den 30er Jahren in eine Schießerei verwickelt, bei der Jack Hamilton schwer verletzt wird. Tagelang schwebt er zwischen Tod und Leben, während seine Gangsterkumpane alles versuchen, einen Arzt aufzutreiben. Homer und Johnnie versuchen Jack durch zwei akrobatische Meisterleistungen aufzumuntern und zum Lachen zu bringen. Doch inmitten schallenden Gelächters stirbt er.
Im Kabinett des Todes (englisch In the Deathroom)
Irgendwo in Südamerika wird der Journalist Fletcher in einem Verhör- und Folterraum vorgeführt. Die Regierungsmitarbeiter wollen ihm mit Elektroschocks Informationen über die Pläne eines Regierungsgegners entlocken. Als Fletcher im Verhör nach einem ersten Elektroschock seine vermeintlich letzte Zigarette raucht, attackiert er mit dem Glimmstängel seinen Bewacher. Überraschend gelingt ihm eine spektakuläre Flucht, während der er seine Häscher tötet. Die Geschichte wurde zuerst im Hörbuch Blood & Smoke veröffentlicht.
Die Kleinen Schwestern von Eluria (englisch The Little Sisters of Eluria)
Die Geschichte ist chronologisch noch vor dem ersten Band der Dunklen-Turm-Reihe, Schwarz, angesiedelt und erzählt von Rolands Gefangenschaft bei den Kleinen Schwestern von Eluria, vampirartigen Geschöpfen, die Kranke und Verletzte pflegen, um sie anschließend auszusaugen. Mit Hilfe einer der Schwestern gelingt Roland die Flucht. Die Geschichte ist die längste in der Kurzgeschichtensammlung. Sie trägt nichts zur eigentlichen Reihe des Dunklen Turms (Der Dunkle Turm) bei.
Alles endgültig (englisch Everything’s Eventual)
Richard „Dinky“ Earnshaw hat eine angeborene Gabe: Mit okkulten Symbolen kann er Tiere töten und Menschen in den Selbstmord treiben. Deshalb wird er von einer Organisation rekrutiert, die behauptet, mit seiner Hilfe die Welt von den schlimmsten Bösewichten befreien zu wollen. Überwiegend per E-Mail und eher selten per Post verschickt Dinky nun seine tödlichen Botschaften. Nach und nach findet er mehr über seine Opfer heraus – und keiner davon scheint böse zu sein. Nun sinnt der die Geschichte erzählende Dinky nur noch darauf, irgendwie auszusteigen. Die Geschichte ist eng mit der Reihe vom Dunklen Turm (Der Dunkle Turm) verknüpft: Dinky wird von den Niederen Männern ausfindig gemacht und taucht in Band 7 wieder auf.
L.T.s Theorie der Kuscheltiere (englisch L.T.s Theory of Pets)
In Kings persönlicher Lieblingsgeschichte dieses Buchs beschreibt L.T. zunächst humorvoll eine Viererbeziehung: Er und seine Frau haben sich gegenseitig einen Hund und eine Katze geschenkt und werden von den Tieren ordentlich auf Trab gehalten. Am Ende aber wird L.T. von Frau und Hund verlassen. Darauf gründet seine Theorie der Kuscheltiere: Wenn sich Hund und Katze besser verstehen als Herrchen und Frauchen, dann hängt bald ein Abschiedsbrief am Kühlschrank. Die Geschichte erhält eine plötzlich Wendung als L.T. Angst bekommt, dass Frau und Hund möglicherweise einem Serienmörder zum Opfer gefallen sein könnten. Im englischen Originalhörbuch liest Stephen King die Geschichte live vor einem Publikum in London.
Der Straßenvirus zieht nach Norden (englisch The Road Virus Heads North)
Horrorschriftsteller Richard Kinnell erwirbt auf einem Flohmarkt ein Bild mit dem Titel Der Straßenvirus zieht nach Norden, das einen scheinbar Zähne fletschenden jungen Mann in einem Wagen zeigt. Es ist das einzige nicht vom jungen Künstler zerstörte Bild, der sich vor kurzem das Leben nahm. Auf Kinnells Fahrt nach Norden verändert sich das Gemälde: Nicht nur zeigt der Mann eine andere Mimik – der Bildhintergrund zeigt wiederholt Orte, die Kinnell eben passierte. Und in seinem Kielwasser geschehen Morde, von denen sogar die Nachrichten berichten. Kinnell versucht wiederholt, das Bild zu zerstören. Doch es verfolgt ihn, bis es in seinem Wohnzimmer hängt und der mysteriöse Fahrer ihn schließlich einholt. In veränderter Form wurde diese Geschichte in der in Deutschland noch nicht ausgestrahlten Serie Nightmares & Dreamscapes: Nach den Geschichten von Stephen King verfilmt.
Lunch im Gotham Café (englisch Lunch at the Gotham Café)
Steven Davies trifft sich mit seiner Frau Diane und deren Anwalt im Gotham Café, um vorab einige Details der bevorstehenden Scheidung des Paars zu verhandeln. Plötzlich dreht der Oberkellner durch und läuft Amok: Er hält Steves Regenschirm für jenen Hund, der ihm jede Nacht den Schlaf raubt, und attackiert die drei mit einem Messer. Steve und Diane gelingt die Flucht. Der Oberkellner Guy wird verhaftet. Doch der diese Story erzählende Steve kann den Verrückten nicht so schnell vergessen.
Dieses Gefühl, das man nur auf Französisch ausdrücken kann (englisch That feeling you can only say what it is in French)
Auf der Reise ihrer Silbernen Hochzeit ist Carol in einem dauerhaften Zustand von Déjà-vu gefangen. Realität, Erinnerungen und Vorahnungen verschwimmen und werden immer und immer wieder durchlebt. Verzweifelt versucht sie, auf den Lauf der Dinge Einfluss zu nehmen. Stephen King meint dazu: „Manche Menschen meinen, die Hölle, das seien die Mitmenschen. Ich glaube eher, dass ewige Wiederholung die Hölle ist.“
1408 (englisch 1408)
Mike Enslin ist Autor der beliebten '10 Nächte in ...'-Reihe und recherchiert nach den Bestsellern '10 Nächte in 10 Spukhäusern' und '10 Nächte in 10 Spukschlössern' für sein nächstes Buch über Hotels, in denen es angeblich spukt – und Zimmer 1408 des Hotels Dolphin steht ganz oben auf seiner Liste. Bislang hatte er noch jeden angeblichen Spuk als Hirngespinst enttarnt. Hotelmanager Olin versucht im ersten Teil der Geschichte vergeblich, Mike davon abzuhalten, in Zimmer 1408 eine Nacht zu verbringen. Doch Mike lässt sich von den Selbstmorden und überdurchschnittlich häufigen natürlichen Todesfällen in 1408 nicht abschrecken. Er selbst erlebt in dem Zimmer einen kurzen, aber äußerst intensiven Horrortrip, in dessen Verlauf ihn Zimmer 1408 immer stärker in seinen Bann zieht. Mike überlebt schwer verletzt, als er sich selbst in Brand steckt, um der Hypnose zu entkommen. Die Ereignisse im Hotelzimmer werden ihn sein Leben lang verfolgen.

Die Erzählung ist Teil des Hörbuchs Blood & Smoke. Die Verfilmung Zimmer 1408 mit John Cusack als Mike Enslin und Samuel L. Jackson als Olin kam im Jahr 2007 heraus.
Achterbahn (englisch Riding the Bullet)
Als Alans Mutter einen Schlaganfall erleidet, macht er sich sofort auf den Weg zum Krankenhaus. Beim Trampen gerät er in die Fänge von George Staub, einem Untoten, der ihn zwingt, eine Entscheidung zu treffen. George ist ein Bote des Todes und muss einen mitnehmen: Alan oder dessen Mutter. Alan entscheidet sich schließlich für seine Mutter – und kommt auf einem alten Friedhof wieder zu sich. Als er endlich bei seiner Mutter ankommt, lebt diese noch, doch sein Erlebnis war kein Traum, da er einen Beweis für George Staubs Existenz immer bei sich trägt. Über Jahre hinweg quält ihn die Tatsache, dass er im entscheidenden Moment feige war und seine Mutter verriet. Er schreibt die Geschichte nieder, um mit seinem Gewissen ins Reine zu kommen.

Stephen King betrat mit dieser Geschichte Neuland, da sie anfangs lediglich als E-Book über das Internet zu erwerben war, wo sie reißenden Absatz fand. Die Verfilmung Riding the Bullet dichtet zu der Kurzgeschichte so viel dazu, dass diese nur in Ansätzen wiederzuerkennen ist.
Der Glüggsbringer (englisch Luckey Quarter)
Zimmermädchen Darlene erhält einen lausigen Quarter als Trinkgeld, doch eine beigefügte Notiz mit Rechtschreibschwächen bezeichnet ihn als wahren „Glüggsbringer“. In einer langen Phantasie, die fast die ganze Kurzgeschichte einnimmt, stellt sich Darlene vor, wie sie mit dem Quarter im Hotelkasino erst beim einarmigen Banditen und schließlich am Roulettetisch abräumt – erst später findet der Leser heraus, dass nichts davon wirklich passiert ist. Darlene schenkt den Quarter ihrem Sohn, der diesen beiläufig in einen einarmigen Banditen wirft – und abräumt. Wird der Rest der Geschichte auch wahr werden?

## Hörbuch
Die komplette Sammlung in deutscher Sprache gelesen von David Nathan erschien im Jahr 2014 als Hörbuch bei Random House Audio.
Alle Geschichten aus Im Kabinett des Todes sind im englischen Original als Hörbücher erhältlich. Sie sind allerdings auf verschiedene Ausgaben verteilt und tragen die folgenden Titel: Sammlungen von 3 bis 5 Geschichten sind Blood & Smoke (3), Everything's Eventual (5), The Man in the Black Suit (4), Einzelausgaben sind Riding the Bullet und L.T.'s Theory of Pets.

## E-Books
Im Jahr 2000 wurde die Geschichte Riding the Bullet als herunterladbare Datei (E-Book) auf Kings Website angeboten. Sie sorgte für Aufsehen, da Stephen King sie vor dem Erscheinen des auf dieser Kurzgeschichte basierenden gleichnamigen Films veröffentlichte. Mehr als 700.000 Internetnutzer nahmen dieses Angebot wahr. Im Nachhinein allerdings beklagte sich King im Vorwort zur Kurzgeschichtensammlung „Im Kabinett des Todes“ darüber, dass die meisten Leser sich nur für die Art und Weise der Veröffentlichung und nicht für die Geschichte selbst interessierten. Noch im selben Jahr veröffentlichte er aber ein weiteres E-Book The Plant.